# Natalia Kukulska
Natalia Maria Kukulska, född 3 mars 1976 i Warszawa, är en polsk sångerska.
Hon påbörjade sin musikkarriär redan 1986 då hon endast var tio år gammal. Då släppte hon albumet Natalia. Hon släppte två till barnalbum åren 1987 och 1991. Hennes karriär som vuxen började med albumet Światło år 1996. Sedan dess har hon släppt ytterligare sju studioalbum.
År 2010 blev hennes låt "Wierność jest nudna" populär i Polen då den användes för att främja komedifilmen Och, Karol 2.

## Diskografi

### Album
- 1996 - Światło
- 1997 - Puls
- 1999 - Autoportret
- 2001 - Tobie
- 2003 - Natalia Kukulska
- 2005 - Po tamtej stronie (med Anna Jantar)
- 2007 - Sexi Flexi
- 2010 - CoMix (med Michał Dąbrówka)